# Heinrich Overhage
Heinrich Overhage (* 1. Dezember 1806 in Ahlen; † 23. November 1873 in Werne) war ein deutscher römisch-katholischer Geistlicher und Schriftsteller.

## Leben
Overhage wurde als Sohn einfacher Bürger geboren. Seine erste Ausbildung erhielt er auf der Elementar- und Rektoratsschule in Ahlen. Es schloss sich von 1821 bis 1827 die Ausbildung am Gymnasium in Münster an. Er studierte danach Philosophie und Theologie an der Akademie Münster. Am 24. September 1831 empfing er seine Priesterweihe. Anschließend wurde er Vikar an der St. Servatii-Kirche in Münster. 1833 erhielt er eine Stelle als Kaplan in Werne.
Overhage wurde 1848 zum Pfarrdechanten von Beckum ernannt. Die Gemeinde von Werne wollte allerdings den Kaplan nicht ziehen lassen und so zog sich der bisherige Dechant, der aufgrund seines Alters bereits in seiner Amtsführung beschränkt war, von seinem Amt zurück und Overhage wurde Pfarrdechant von Werne sowie königlicher Schulinspektor. 1864 wurde er schließlich Landdechant des Kreises Lüdinghausen. Seine Ernennung zum Ehrendomherr am Dom in Münster.
Overhages schriftstellerisches Wirken fand neben seinen Erzählungen vor allem in den Weiterentwicklungen der Schulbücher von Josef Annegarn seine Verwirklichung. Zudem war er regelmäßiger Mitarbeiter am von Kaspar Franz Krabbe herausgegebenen Sonntagsblatt für katholisches Unterrichts- und Erziehungswesen sowie Mitbegründer des Münsterischen Sonntagsblatts.

## Werke (Auswahl)
- Die heilige römisch-katholische Kirche: Glaubenswerte, Münster 1845.
- Der heilige Petrus und sein Nachfolger, Münster 1845.
- Allgemeine Weltgeschichte für die katholische Jugend und für Erwachsene, 8 Bände, ursprünglich von Joseph Annegarn, 4. erweiterte und verbesserte Auflage, Theissing, Münster 1850–1852.
- Katholische Erzählungen, 10 Bände, Theissing, Münster 1856–1867.
- Handbuch der Geographie für die Jugend, ursprünglich von Joseph Annegarn, 7. erweiterte und verbesserte Auflage, Theissing, Münster 1860.
- Neue Erzählungen aus dem Münsterlande, Münster 1865.